# バッグレイ級駆逐艦
バッグレイ級駆逐艦（英語: Bagley-class destroyers)は、アメリカ海軍の駆逐艦の艦級。1935年に8隻が発注、起工され、1937年に完成した。建造所は前級グリッドレイ級駆逐艦のベスレヘム造船に代わって、ノーフォーク、ボストン、メア・アイランドおよびピュージェット・サウンドの各海軍工廠で建造された。
英語でのBagleyの発音により忠実な「バグリー級」と表記されることもある。

## 概要

### 船体・兵装・機関
本級の主だった概要は、基本的にはグリッドレイ級とほぼ同一である。外観上の違いも一見しただけでは分からない。唯一、主缶はグリッドレイ級で採用されたヤーロー社製に代わって、マハン級駆逐艦と同じバブコック&ウィルコックス社製の物に戻され、馬力はグリッドレイ級より若干劣る。民間設計と海軍設計の差異は定かではないが、全てにおいて民間で作成されたグリッドレイ級と比べると復原性が多少良好だった。

### 戦歴・兵装の変遷
本級8隻は1941年12月7日の真珠湾攻撃に遭遇し、第二次世界大戦では終始太平洋戦線で活躍した。1942年から1943年にかけてのソロモン諸島の戦いでは主力の一部を成し、ブルー、ヘンリー、ジャーヴィスの3隻がソロモン諸島での戦闘で失われた。バッグレイは戦争終結後の在南鳥島日本軍部隊の降伏式に立ち会った。マグフォードとラルフ・タルボットの2隻は特攻機の命中を受け、戦後はクロスロード作戦に供用された後、クェゼリン環礁で海没処分となった。残りの3隻はスクラップとして売却された。
兵装のうち、対空火器は1942年中に20ミリ機銃への換装を終えている。グリッドレイ級では重量と復原性の関係で搭載できなかった40ミリ機関砲も連装タイプ1基を搭載する事ができた。魚雷発射管もグリッドレイ級とは異なって最後まで4基装備していた。

## 同型艦
- バッグレイ (USS Bagley, DD-386)　※ウィックス級(DD-185)以来三代目

由来の人物は、米西戦争時に水雷艇ウィンスローのキューバ島カルデナス港封鎖作戦中に戦死したワース・バッグレイ少尉。
ノーフォーク海軍造船所にて1935年7月31日起工、1936年9月3日進水、1937年6月12日就役。1946年6月14日退役後、1947年9月8日売却。
- ブルー (USS Blue, DD-387)

由来の人物は、第一次世界大戦時に戦艦テキサス艦長を務め、北海に駐留したヴィクター・ブルー少将。
ノーフォーク海軍造船所にて1935年9月25日起工、1937年5月27日進水、1937年8月14日就役。1942年8月22日ガダルカナル島にて駆逐艦江風と交戦し大破後自沈処分。
- ヘルム (USS Helm, DD-388)

由来の人物は、米西戦争時に砲艦ホーネット艦長を務め、マンサニージョの海戦に勝利したジェームズ・M・ヘルム少将。
ノーフォーク海軍造船所にて1935年9月25日起工、1937年5月27日進水、1937年10月16日就役。1946年6月26日退役後、1947年10月2日売却。
- マグフォード (USS Mugford, DD-389)　※ウィックス級(DD-105)以来二代目

由来の人物は、独立戦争時にフランクリン号を指揮し、12隻対1隻の劣勢で勇戦したものの戦死したジェームズ・マグフォード船長。
ボストン海軍工廠にて1935年10月28日起工、1936年10月31日進水、1937年8月16日就役。1946年7月クロスロード作戦にて標的として使用、1946年8月29日退役後、1948年3月22日海没処分。
- ラルフ・タルボット (USS Ralph Talbot, DD-390)

由来の人物は、第一次世界大戦時に欧州に派遣された海兵隊飛行士で、フランス駐留中の試験飛行で墜落死したラルフ・タルボット海兵少尉。
ボストン海軍工廠にて1935年10月28日起工、1936年10月31日進水、1937年10月14日就役。1946年7月クロスロード作戦にて標的として使用、1946年8月29日退役後、1948年3月8日海没処分。
- ヘンリー (USS Henley, DD-391)　※ポールディング級(DD-39)以来二代目

由来の人物は、擬似戦争より従軍し、米英戦争後にカリブ海で私掠船掃討に従事したロバート・ヘンリー大佐。
メア・アイランド海軍造船所にて1935年10月28日起工、1937年1月12日進水、1937年8月14日就役。1943年10月3日ニューギニア島にて日本軍の空襲により戦没。
- パターソン (USS Patterson, DD-392)　※ポールディング級(DD-36)以来二代目

由来の人物は、擬似戦争から米英戦争にかけて地中海で艦隊を構成する艦船の船長を歴任したダニエル・パターソン大佐。
ピュージェット・サウンド海軍造船所にて1935年7月23日起工、1937年5月6日進水、1937年9月22日就役。1945年11月8日退役後、1947年8月18日売却。
- ジャーヴィス (USS Jarvis, DD-393)　※ポールディング級(DD-38)以来二代目

由来の人物は、擬似戦争中にコンステレーション号とラ・ヴァンジャンス号の海戦で戦死した少年士官見習いジェームズ・C・ジャーヴィス。
ピュージェット・サウンド海軍造船所にて1935年8月21日起工、1937年5月6日進水、1937年10月27日就役。1942年8月9日ガダルカナル島にて日本軍の空襲により戦没。